# Стокгольмський арбітраж
Арбітражний інститут Торгової палати Стокгольма (англ. Arbitration Institute of the Stockholm Chamber of Commerce, відомий як Міжнародний арбітражний суд Стокгольма або Стокгольмський арбітраж — комерційний арбітражний суд, що з 1970-х років розглядає міжнародні суперечки цивільно-правового характеру (за наявності арбітражної угоди сторін, звідси обов'язковість виконання рішення арбітражу).

## Відомі справи
У 1990-х роках розглядалися позови швейцарської фірми Noga до Росії.
У 1996 році Арбітражний інститут ТПС задовольнив позов, підготовлений Умаром Джабраїловим, про розірвання договору з «Америком» на управління СП «Редіссон Слов'янська».

## Структура і регламент
Структура ТПС включає Секретаріат та Правління. В основну задачу Правління входить прийняття рішень згідно регламентом, прийнятим в ТПС. Згідно регламентам, справа має бути розглянута протягом шести місяців, є також можливість прискорити процес до трьох місяців і менше.
До складу Правління входять 12 членів: шість шведських і шість інших іноземних експертів в галузі міжнародного арбітражу. Правління очолює Голова (Ульф Франке), а в його відсутність — один з трьох віце-Голів. Члени Правління обираються на трирічний термін і згідно з чинним регламентом ТПС можуть бути переобрані один раз.
Секретаріат включає три відділи, кожен з яких складається з одного юриста та одного асистента. Секретаріат очолює Генеральний секретар, яким до 1 квітня 2010 року був Ульф Франке, Президент Міжнародної Федерації інститутів комерційного арбітражу і також колишній Генеральний секретар Міжнародної Ради комерційного арбітражу.
1 квітня 2010 Ульф Франке передав повноваження новому Генеральному секретарю ТПС Аннетт Магнуссон.
Аннетт Магнуссон перейшла в ТПС з адвокатського бюро Маннхеймер Свартлінг в Стокгольмі, в якому вона працювала в групі судових та арбітражних процесів. До цього вона очолювала відділ стратегічного планування та менеджмента ноу-хау в юридичній фірмі Бейкер МакКензі в Стокгольмі. З 1998 по 2005 роки обіймала посаду помічника Генерального секретаря і юриста Арбітражного Інституту Торгової палати міста Стокгольма. У 1998 році Аннетт Магнуссон отримала магістерську ступінь права в Стокгольмському університеті, а в 1991 році — ступінь бакалавра в університеті міста Гетеборга.
У 2008 році Арбітражний інститут ТПС прийняв до розгляду 176 справ, з яких 85 справ були міжнародними (тобто мали як мінімум одну сторону не з Швеції).
Зокрема, статистика показує, що 133 сторін були зі Швеції, 18 — з Росії, 11 — з Німеччини, 9 — з України (хоча в цю статистику не були внесені офшорні фірми).